# Il faraone delle sabbie
Il faraone delle sabbie è un libro scritto da Valerio Massimo Manfredi nel 1998.

## Trama
Il profeta Geremia scappa in un tunnel sotterraneo sottraendo l'Arca dell'Alleanza all'assedio babilonese di Gerusalemme del 586 a.C. Tornando dal monte Horeb sembra che abbia perso la ragione a causa di qualche scoperta sconvolgente, ma successivamente di lui si perde ogni traccia e scompare nel nulla. Il protagonista è William Blake che, licenziato dall'Oriental Institute di Chicago, dove lavorava in qualità di egittologo, si ritrova implicato in un nuovo lavoro nel deserto israeliano del Paran dove scopre un incredibile mistero taciuto all'umanità per secoli che potrebbe distruggere le convinzioni stesse della storia e delle religioni nel mondo. Coadiuvato dalla dottoressa Sarah Forrestall, riesce a scampare a mortali pericoli, riuscendo anche a salvare gli Stati Uniti da alcuni attentati e a risolvere una disastrosa guerra che stava conducendo all'uso dell'arma nucleare.

## Edizioni
- Valerio Massimo Manfredi, Il faraone delle sabbie, Oscar bestsellers, Mondadori, 1999,  p. 378, ISBN 9788804470809.

- Valerio Massimo Manfredi, Il faraone delle sabbie, Oscar nuovi bestsellers, Mondadori, 19 marzo 2019,  p. 336, ISBN 9788804708940.